# Fronte Patriottico Nazionale della Liberia
Il Fronte Patriottico Nazionale della Liberia (in inglese: National Patriotic Front of Liberia) è stata un'organizzazione politica e militare liberiana fondata da Charles Taylor nel 1989 per combattere e rovesciare il governo di Samuel Doe.
Poco tempo dopo la sua fondazione l'organizzazione subì una scissione dalla quale nacque l'INPFL sotto il comando di Prince Johnson.
L'organizzazione confluì nel NPP nel 1997.